# 1906年8月20日日食
1906年8月20日日食是一次日偏食，發生於1906年8月20日（北美洲大多為8月19日）。新月當天（即朔日），地球上觀測到月球和太阳的角距離極小，此時月球如果恰好在月球交點附近，穿過太阳和地球之間，與地球、太阳接近一直線，則會出現日食。由於月球偏北或偏南，本影及偽本影從地球以北或以南經過而未接觸地表，只有半影覆蓋了地球北端或南端部分區域，形成日偏食。此次日偏食月球偏北，出現在北美洲北部和俄國北端。

## 日食概況

### 出現區域
本次日偏食可在斯瓦尔巴、格陵兰北部、加拿大中西部、美国本土西北部、阿拉斯加特區（今美国阿拉斯加州）除西南部外的大部、俄國北端海岸看到。其中欧洲和亚洲都在8月20日看到日食，北美洲大多在8月19日看到日食，而格陵兰東北部處於極晝的部分區域日食從8月19日深夜開始，在8月20日凌晨結束。

### 基本參數
- 類型：日偏食
- 食分最大處（位於加拿大巴芬島東北約70公里的戴維斯海峽）資料：
  - 時間：1906年8月20日1:12:44
  - 地點：70°48′N 66°24′W / 70.8°N 66.4°W
  - 食分：0.3147（日食帶內最大）[3]

## 相關的日食

### 1902-1906年的日食
月球交替位於相對的月球交點時，以半個交點年（食年），即約177天又4小時間隔出現下列日食。
註：1902年5月7日和1902年10月31日的日偏食屬於上一組交點年系列。1906年7月21日的日偏食屬於下一組交點年系列。
| 降交點   | 降交點                   |          | 升交點                   | 升交點 |
| 沙羅周期 | 地圖                     | 沙羅周期 | 地圖                     |        |
| 108      | 1902年4月8日 偏食（北）  |          |                          |        |
| 118      | 1903年3月29日 環食       | 123      | 1903年9月21日 全食       |        |
| 128      | 1904年3月17日 環食       | 133      | 1904年9月9日 全食        |        |
| 138      | 1905年3月6日 環食        | 143      | 1905年8月30日 全食       |        |
| 148      | 1906年2月23日 偏食（南） | 153      | 1906年8月20日 偏食（北） |        |

### 沙羅周期
沙羅周期長度為18年11天。本次日食屬於沙羅周期153，共包含70次日食，依次為1870年7月28日至2086年12月6日的13次日偏食、2104年12月17日至2970年5月26日的49次日環食、2988年6月5日至3114年8月22日的8次日偏食，總共歷時1244.08年。本周期並無日全食。
下表列舉了1901年至2100年間發生的屬於該周期的日食，是第3至13次：
| 3              | 4             | 5              |
| -------------- | ------------- | -------------- |
| 1906年8月20日  | 1924年8月30日 | 1942年9月10日  |
| 6              | 7             | 8              |
| 1960年9月20日  | 1978年10月2日 | 1996年10月12日 |
| 9              | 10            | 11             |
| 2014年10月23日 | 2032年11月3日 | 2050年11月14日 |
| 12             | 13            |                |
| 2068年11月24日 | 2086年12月6日 |                |

## 資料來源
1. ↑  樊忠玉. . 中国天文科普网.   [2016-04-05]. （原始内容存档于2014-09-17）.
2. ↑  Fred Espenak. . NASA Eclipse Web Site.   [2016-04-05]. （原始内容存档于2020-10-20）.（英文）
3. ↑  Fred Espenak. . NASA Eclipse Web Site.   [2016-04-05]. （原始内容存档于2020-10-22）.（英文）
4. ↑  Fred Espenak. . NASA Eclipse Web Site.（英文）

## 外部連結
- NASA日食專頁（页面存档备份，存于）（英文）
- 可見區域圖和時間統計：由弗雷德·埃斯佩納克做出的日食預報，NASA/GSFC
  - 貝塞爾元素

| \| \| 日食 \|                             |                              |                                           |
| 上一次日食： 1906年7月21日日食 （日偏食） | 1906年8月20日日食 （日偏食） | 下一次日食： 1907年1月14日日食 （日全食） |
| 上一次日偏食： 1906年7月21日日食          | 1906年8月20日日食 （日偏食） | 下一次日偏食： 1909年12月12日日食         |
|                                           | 日食                         |                                           |